# František Lehar
František Lehar (9. srpna 1934 Bludov – 23. listopadu 2011 Lyon) byl česko-francouzský fyzik. Zaměřil se zejména na spinové experimenty v částicové fyzice.

## Život
František Lehar byl synem Františka Lehara, profesora fyziky a matematiky, pozdějšího ředitele gymnázia v Křemencové ulici v Praze. Podle rodinné tradice byl vzdáleným příbuzným skladatele Franze Lehára.
Během náletu amerického letectva na Prahu 14. února 1945 byl zasažen dům v Nuslích, v němž Leharovi bydleli. František se svou mladší sestrou Ludmilou se proti padajícím troskám zachránili pod vyvrácenými dveřmi.
Po absolvování Akademického gymnázia ve Štěpánské ulici studoval F. Lehar v letech 1952-1957 na Matematicko-fyzikální fakultě Karlovy univerzity. Studium ukončil s vyznamenáním a stal se asistentem na Fakultě technické a jaderné fyziky Karlovy univerzity, založené roku 1955 (roku 1959 byla převedena z UK na ČVUT a od roku 1968 byl její název změněn na Fakulta jaderná a fyzikálně inženýrská ČVUT).
Pro svou diplomovou práci experimentoval na malém urychlovači v nově založeném Ústavu jaderné fyziky Československé akademie věd v areálu filmových ateliérů v Praze-Hostivaři. V lednu roku 1959 se oženil se studentkou Vysoké školy ekonomické Lilian Štaffovou. Díky pozvání sovětského profesora Venedikta Petroviče Dželepova při jeho návštěvě Prahy mohl odjet "politicky nespolehlivý" Lehar pracovat jako aspirant do Spojeného ústavu jaderných výzkumů (SÚJV) v Dubně u Moskvy. Důvodem jeho "nespolehlivosti" byla účast na Majálesu v květnu 1956, během něhož dali studenti najevo svou nechuť vůči komunistickému režimu.

## Pobyt v zahraničí

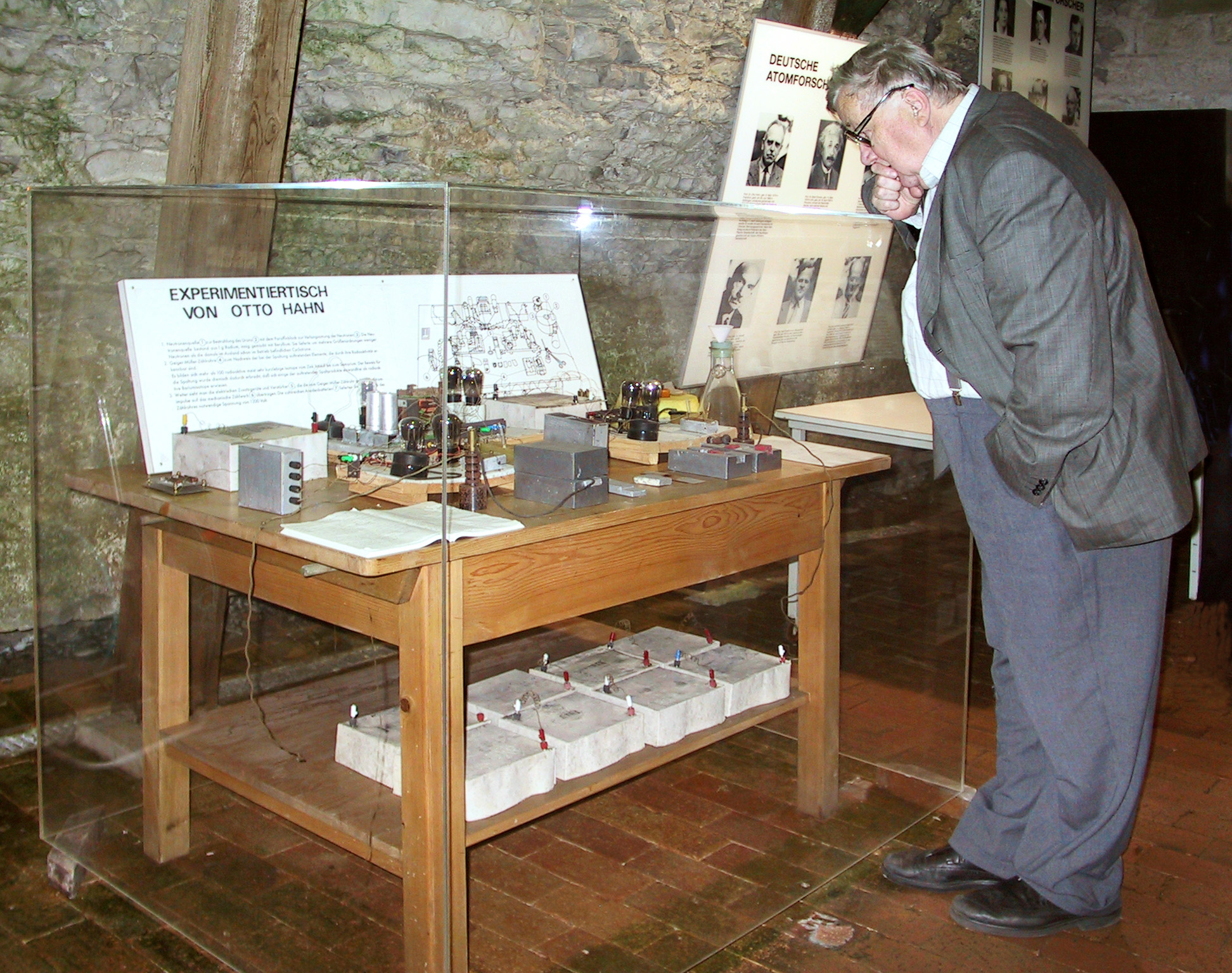
F. Lehar v Heigerlochu u pracovního stolu Otto Hahna

Do Dubny odjel Lehar se svoji manželkou na delší služební pobyt v roce 1961. V Laboratoři jaderných problémů (LJaP) profesora Dželepova pokračoval ve svém studiu spinové fyziky ve skupině Jurije Michailoviče Kazarinova. Pro vědce ze satelitních států SSSR střední a východní Evropy byl ústav v Dubně jediné místo, kde se mohli zabývat špičkovým výzkumem jaderných problémů. Všechny členské státy se podílely na jeho udržování, platily tam ovšem sovětské zákony a zvyky. I když se i Dubna jistě nacházela pod dohledem tajné policie KGB, život zde nebyl typicky sovětský. Možnost jezdit na konference do západních zemí byla nesrovnatelná s podmínkami v Praze. Rovněž občanský život v malém městečku na břehu Volhy byl volnější. Zahraniční pracovníci se směli pohybovat v okolí Dubnyt nebo jezdit do 130 km vzdálené Moskvy. Mohli cestovat i jinde po Sovětském svazu, ale museli předem předložit v „Mezinárodním oddělení SÚJV“ seznam míst, která chtějí navštívit. Povolení bylo udělováno jen na velmi omezený počet z nich. Aby si přivydělali na letní cestování, sestavili a vydali manželé Leharovi spolu s Jiřinou a Jiřím Bystrických v letech 1962-63 Rusko-český slovník jaderné fyziky a techniky. Cestovali společně po střední Asii a po Kavkazu, kde podnikli výstup na Elbrus (5642 m). V roce 1965 se F. Lehar zúčastnil spolu s českými kolegy Martou a Mirkem Malých, Rostislavem Caletkou a Pavlem Winternitzem horolezecké expedice na Pamír, kde výstupem na 7134 metrů vysoký Leninův štít (Pik Lenina) vyrovnali tehdejší československý výškový rekord. Marta Malá držela svůj ženský rekord až do roku 1977.

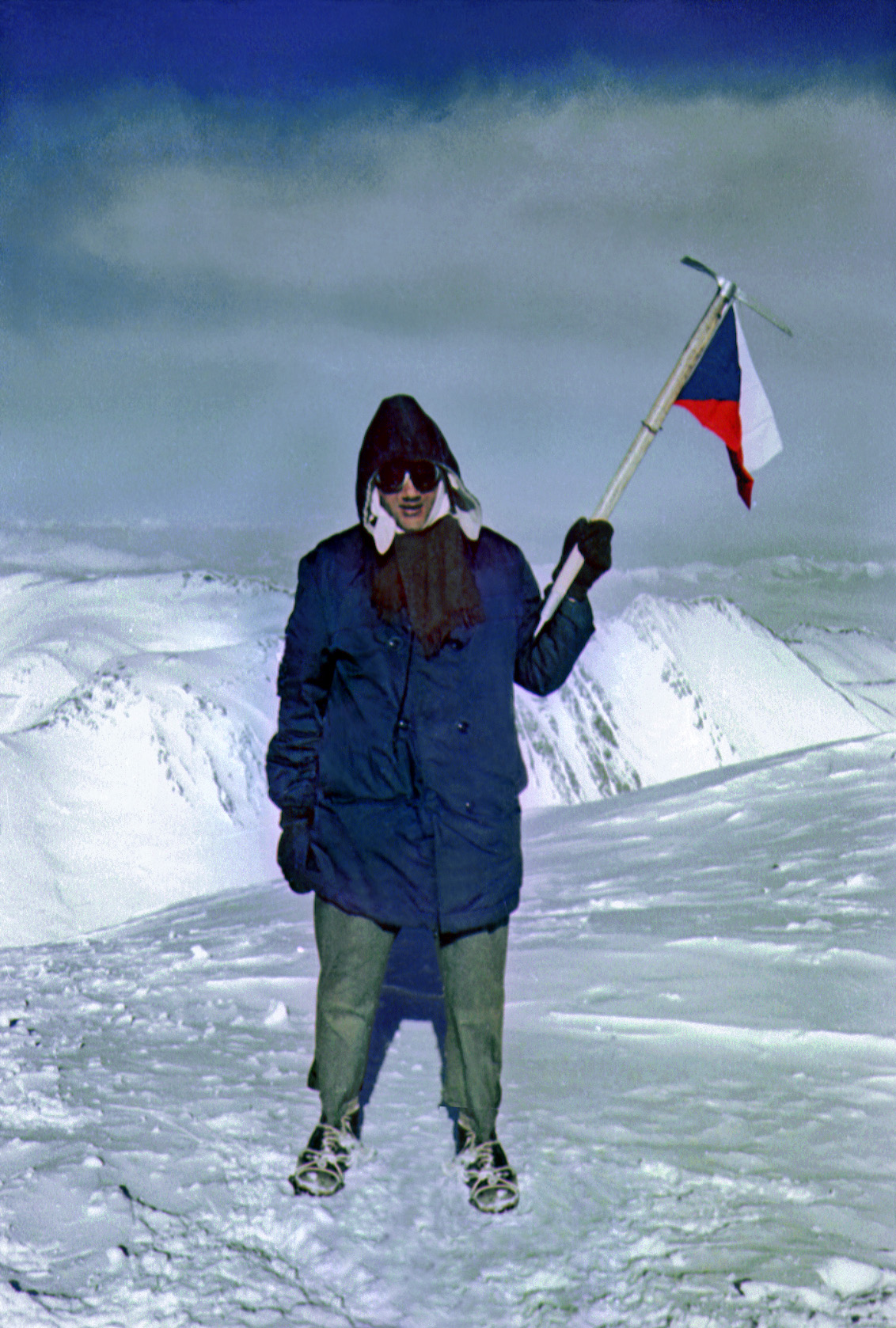
F.Lehar na Leninově štítu

V roce 1966 - krátce před obhajobou disertace dostihla F. Lehara opět pověst „politicky nespolehlivého občana“. Jeho mateřská fakulta v Praze chtěla znemožnit, aby získal titul kandidáta věd v prestižním ústavu v Dubně a čtvrt roku před obhajobou mu poslala příkaz k návratu do Prahy. Po delším jednání požádal F. Lehar o propuštění z pražské fakulty a v červenci 1966 disertaci v Dubně obhájil.
Na jaře roku 1968 pozval doktor Ludwig van Rossum F. Lehara k roční stáži ve francouzském "Ústavu pro atomovou energii" CEA (Comissariat à l'énergie atomique) v Saclay u Paříže. Před cestou do Ženevy, kde skupina van Rossuma experimentovala v CERNu, chtěli manželé Leharovi oslavit desáté výročí svého seznámení v Rumunsku. Přijeli tam 20. srpna a již den na to je zastihla zpráva o vpádu vojsk Varšavské smlouvy do Československa. Proto se rozhodli nevracet se do Dubny, nejezdit ani do Prahy, ale po zastávce na mezinárodní konferenci o fyzice vysokých energií ve Vídni odjet přímo do Ženevy. F. Lehar se stal řádným vědeckým pracovníkem francouzské CNRS (Centre national de la recherche scientifique) a s jejím svolením se rozhodl zůstat ve Francii na blíže neurčenou dobu. Brzo dokonce dokázal sehnat pro několik svých známých pozvání na roční stáže ve Francii. V roce 1974 získal francouzské občanství a změnil své křestní jméno na francouzský tvar François.
Skupina van Rossuma připravovala v dalších letech spolupráci se sovětskými fyziky při serii měření na urychlovači v Protvinu u Serpuchova v Moskevské oblasti. Přítomnost v Sovětském svazu tehdy již dvou exulantů této skupiny F. Lehara a J. Bystrického, byla v té době nemyslitelná. Ruští fyzici tolerantně souhlasili s tím, aby se oba zúčastnili experimentů „na dálku“ analyzou měřených dat ve Francii.
Kromě této práce, věren svým předchozím pokusům v Dubně, začal F. Lehar připravovat experimenty protonového a neutronového elastického rozptylu na urychlovači Saturn v Saclay. Cílem bylo provést co největší počet měření a zrekonstruovat tak zvané amplitudy tohoto rozptylu na energiích dosažitelných na Saturnu 2. K tomuto účelu byla postupně shromážděna všechna publikovaná měření jiných skupin z celého světa   a vypracován formalizmus elastického rozptylu nukleonů na nukleonech. F. Lehar získal pro svůj záměr mnoho spolupracovníků z různých zemí Evropy i USA, se kterými v průběhu dalších desetiletí realizoval řadu experimentů na urychlovači Saturn2 (přes 8000 změřených dat) i ve švýcarském Villigenu. Výsledky měření byly zpracovány fázovou „Saclay-Geneva phase shift analysis“, která se zařadila mezi ve světě nejuznávanější popisy rozptylů nukleonů na nukleonech. Tady je na místě ocenit schopnost Františka Lehara prosadit rozsáhlý experimentální program v této zdaleka ne jednoduché oblasti výzkumu, organizovat celou tuto experimentální práci včetně zpracování výsledků měření a analyzy všech dostupných dat až do konečných publikací o amplitudách rozptylu.
Laboratoř v Saclay dala F. Leharovi možnost účastnit se i dalších experimentů v Cernu, ve Fermiho národní laboratoři v USA i na jiných místech.

## Od nepohodlného emigranta ke krajanovi
Již počátkem roku 1989 přijel F. Lehar jako člen francouzské delegace do Ústavu fyziky vysokých energií sovětské Akademie věd v Protvinu na jednání o využití nového urychlovače protonů UNK.
Po Sametové revoluci organizoval materiální pomoc laboratořím v Československu i v Dubně a účastnil se také některých tamních experimentů. V letech 1993-2008 byl členem vědecké rady SÚJV. Zařídil, že laboratoř v Saclay darovala Nukleárnímu centru Matematicko-fyzikální fakulty UK, kolegům z katedry fyziky Fakulty jaderné a fyzikálně inženýrské ČVUT a také SUJV v Dubně řadu elektronických přístrojů a množství odborné literatury.
V Praze pracoval hlavně v ÚTEF (Ústav technické a experimentální fyziky ČVUT), kde byl od roku 2002 členem vědecké rady, pořádal odborné semináře, přednášel pro doktorandy a působil jako člen různých komisí a oponent vědeckých projektů, disertačních a habilitačních prací a publikoval sám i se spolupracovníky řadu dalších prací.  Za zásluhy o českou jadernou fyziku udělilo ČVUT Františku Leharovi 23. dubna 1996 prestižní titul „Čestný doktor matematicko-fyzikálních věd".
V listopadu 1999 zemřela Františkova manželka Lilian. V dubnu 2001 se oženil s Libuší Paukertovou, vnučkou Františka Udržala, vdovou po Felixi Paukertovi, bratranci Lilian.
František Lehar zemřel 23. listopadu 2011 v Lyonu. Pochován je v rodinné hrobce své manželky ve Veigy-Foncenex nedaleko Ženevy. K uctění jeho památky uspořádal ÚTEF 8. února 2012 v Praze vzpomínkový seminář.

## Publikace
- LEHAR, František. O Zlaté kleci a jiné vzpomínky. Praha: Akropolis, 2003. 286 s. ISBN 80-7304-037-9.